# Бакалов, Михаил Ильич
Михаи́л Ильи́ч Бака́лов (8 мая 1920 — май 1944) — Герой Советского Союза (19.03.1944), участник Великой Отечественной войны, наводчик миномёта батареи 309-го гвардейского стрелкового полка 109-й гвардейской стрелковой дивизии 44-й армии Южного фронта, гвардии сержант.

## Биография
Родился 8 мая 1920 года в селе Троковичи (ныне Черняховский район Житомирской области, Украина). Член ВКП(б) с 1943 года. Окончив неполную среднюю школу, работал продавцом.
В Красной армии с 1941 года. На фронте Великой Отечественной войны с 1942 года. Был наводчиком миномёта батареи 309-го гвардейского стрелкового полка 109-й гвардейской стрелковой дивизии, которая в составе 44-й Армии на Южном фронте в сентябре 1943 года вела тяжёлые бои с немецкими захватчиками севернее города Мелитополя.
26 сентября 1943 года в одном из боёв, когда личный состав батареи погиб, гвардии сержант М. И. Бакалов один продолжал вести огонь из миномёта по противнику, пока были мины. Раненого Бакалова М. И. гитлеровцы захватили в плен, подвергли зверским пыткам. Отважный миномётчик не выдал врагам военной тайны. В результате атаки подразделений полка М. И. Бакалов был освобождён.
За проявленные мужество и героизм в бою Указом Президиума Верховного Совета СССР от 19 марта 1944 года М. И. Бакалову присвоено звание Героя Советского Союза.
В картотеке Героев Советского Союза числится как пропавший без вести в мае 1944 года. Более вероятно, что Михаил Ильич умер от ран 15 октября 1943 года в эвакогоспитале № 2343, размещавшемся в то время в Сталино (ныне Донецк), и был похоронен на городском кладбище.

## Награды
- Медаль «Золотая Звезда» Героя Советского Союза
- Орден Ленина

## Память
- Похоронен в городе Мелитополе в братской могиле.
- Имя Героя носят улица и школа в родном селе.